# Vîșneve, Nosivka
Vîșneve (în ucraineană Вишневе) este un sat în comuna Sofiivka din raionul Nosivka, regiunea Cernihiv, Ucraina.

## Demografie
Componența lingvistică a localității Vîșneve
     Ucraineană (97,78%)
     Rusă (2,22%)
Conform recensământului din 2001, majoritatea populației localității Vîșneve era vorbitoare de ucraineană (97,78%), existând în minoritate și vorbitori de rusă (2,22%).